# Elisabeth Aman
Elisabeth Aman (geboren als Elisabeth Volkart am 11. Januar 1888 in Winterthur; † 22. Januar 1966 in Kilchberg ZH) war eine Schweizer Schriftstellerin.

## Leben
Elisabeth Aman war die Tochter des Georg Gottfried Volkart-Ammann (1850–1928) und der Molly († 1901), geborene Ammann. Ihre drei Brüder starben im Kindesalter. Ihr Vater vermachte seinen drei Töchtern Nanny Wunderly (1878–1962), eine langjährige Gönnerin und nahe Vertraute von Rainer Maria Rilke, Elisabeth und Marguerite (1897–1987), eine Biogärtnerin und Aquarellistin die mit Hans Bühler verheiratet war, das Schloss Seeburg in Kreuzlingen. Elisabeth Aman hatte durch ihr Elternhaus schon früh Kontakt mit bedeutenden Schriftstellern und Künstlern.
Elisabeth Aman war mit dem Juristen Charles Heinrich (1882–1941) verheiratet und lebte in den ersten Ehejahren in England. Zusammen hatten sie vier Söhne und eine Tochter. Durch dem Tod ihres Mannes geriet sie in eine schwere seelische Krise. Fünf Jahre später verlor sie ihren ältesten Sohn bei einem Flugzeugabsturz. Der Freund von Rainer Maria Rilke, Max Picard, mit dem sie eng verbunden war, ermutigte sie zum Schreiben.
1952 veröffentlichte sie im Alter von 63 Jahren nach jahrzehntelanger Vorarbeit ihr Hauptwerk, den umfangreichen historischen Roman Das Vermächtnis. Den Roman schrieb sie zum grössten Teil zurückgezogen in einem Turmzimmer auf dem familieneigenen Schloss Seeburg. Der Roman wurde von der Kritik anerkennend aufgenommen, und sie erhielt für ihn 1952 einen mit 1500 Franken dotierten Preis der Schweizerischen Schillerstiftung.
Bei den Lesern aber hatte er nur geringen Erfolg, was an der Thematik (Ereignisse in einem französischen Dorf im 19. Jahrhundert), am schieren Umfang oder an der ungewöhnlichen, den Konventionen der Erzählweise historischer Romane nicht entsprechenden Erzählstruktur liegen mag. Es soll in der Schweiz auch spezifische Vorbehalte gegen die Autorin gegeben haben. So wurde dem Verleger Hermann Rinn auf einer Buchmesse erklärt, es «finde ein eigentlicher Boykott des Romans statt, man nehme es der Autorin übel, dass sie, eine reiche Frau, die es nicht nötig habe, jetzt noch anfange zu schreiben». Von der ersten Auflage wurden weniger als 1000 Exemplare verkauft. Die restlichen kaufte Elisabeth Aman Jahre später dem Verleger zu einem hohen Preis ab.
Die Erzählung selbst umfasst eine Rahmenhandlung, in der ein Manuskript in die Hände eines jungen Amerikaners gelangt, das die Schicksale eines Comte d’Egrenay, Seigneur de Corbeville, behandelt, der in der zweiten Hälfte des 19. Jahrhunderts lebte. Dieser Hauptteil des Romans stellt in 15 Kapiteln Ereignisse dar, die sich über mehrere Jahrzehnte hinweg zutrugen und zahlreiche Figuren erfasst, deren Lebensfäden miteinander und mit dem unter Mordverdacht verhafteten und schliesslich zu Unrecht verurteilten Protagonisten verknüpft sind.

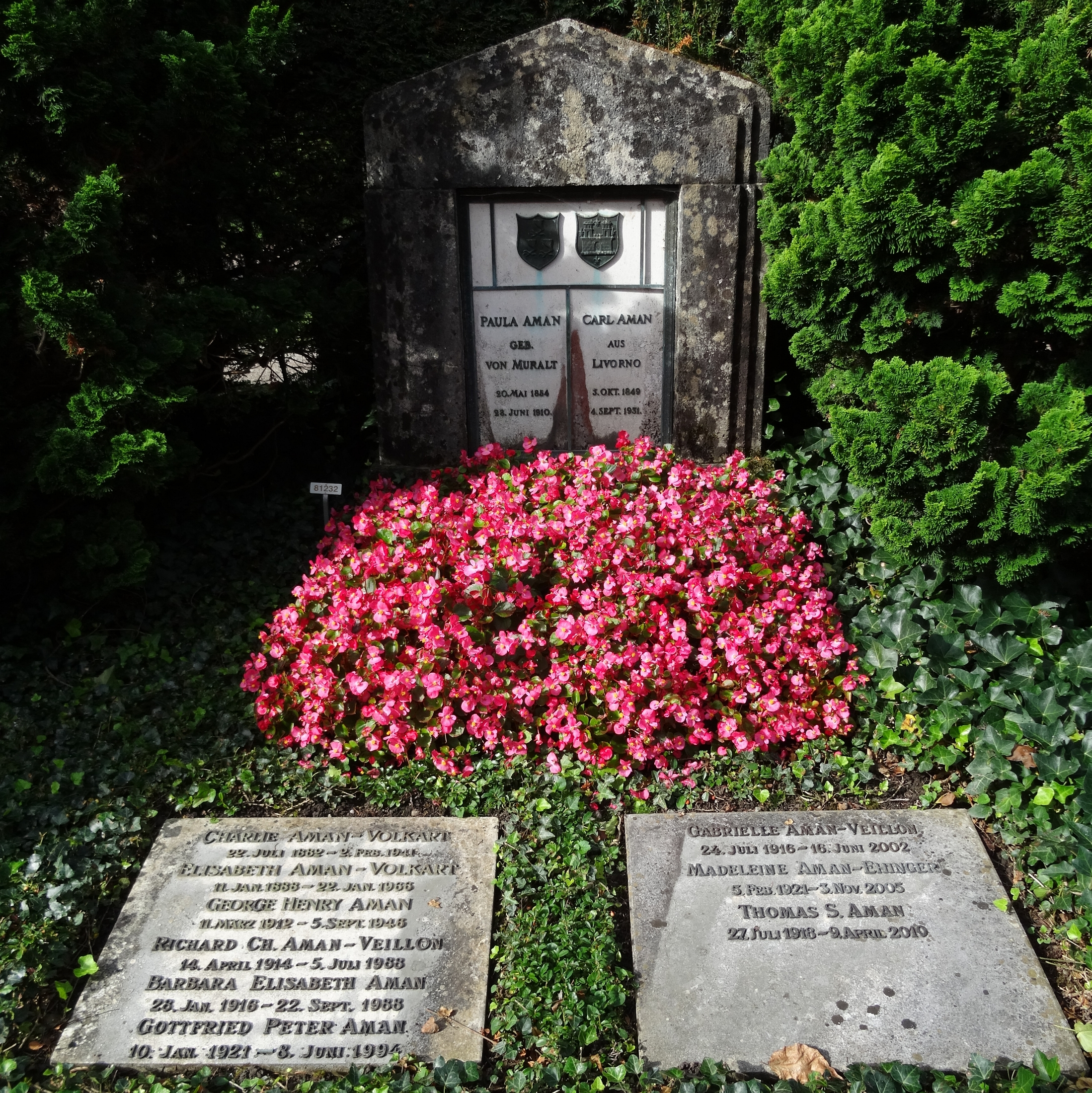
Grab, Friedhof Enzenbühl, Zürich

Zu den möglicherweise den geringen Erfolg des Romans beim Lesepublikum bedingenden Eigentümlichkeiten gehört auch, dass er eigentlich ahistorisch ist. Das heisst, dass er sich einer historischen Einordnung und zeitlichen Fixierung von Ereignissen und Umständen immer wieder entzieht, indem methodisch Bezüge und Identitäten im Unklaren gelassen werden. Hiedurch ist, was oberflächlich als «historischer Roman» erscheint, eigentlich eine zeitlose Erzählung. Diese beschreibt mit Genauigkeit und Detailreichtum das Leben der Bauern und der «kleinen Leute» in der ländlichen Provence eines vergangenen Jahrhunderts. Eines der wenigen angegebenen Jahresdaten ist dementsprechend 1900 als Todesjahr des Autors des Manuskripts, als Jahrhundertwende zugleich die Grenze zwischen der Zeitlosigkeit einer präindustriellen Provence in der Binnenhandlung und der in der Moderne angesiedelten Rahmenhandlung markierend.
Die Erzählung Manuel und das Mädchen erschien 1952 im selben Münchner Verlag Hermann Rinn.
Die Berner Literaturkritikerin Elsbeth Pulver (1928–2017) gab 1997 Das Vermächtnis in der Reihe «Schweizer Texte» aus dem Paul Haupt Verlag erneut heraus, mit ausführlichen Erläuterungen zum Werk und Leben der Autorin versehen. Pulver konnte sich auf direkte Zeugnisse des 1918 geborenen Sohnes der Schriftstellerin, Thomas S. Aman (geb. 27. Juli 1918; gest. 9. April 2010), stützen.
Elisabeth Aman fand ihre letzte Ruhestätte auf dem Friedhof Enzenbühl in Zürich.

## Werke
- Das Vermächtnis. Die Schicksale des Comte d’Egrenay, genannt Dreifuss. Roman. Rinn, München 1951. Nachdruck: Haupt, Bern u. a. 1997, ISBN 3-258-05644-7.
- Manuel und das Mädchen. Erzählung. Rinn, München 1952. Nachdruck: Haupt, Bern 2003, ISBN 3-258-06666-3. Weiterer Nachdruck: Chronos, Zürich 2003, ISBN 3-0340-0681-0.

## Auszeichnungen
- 1952: Preis der Schweizerischen Schillerstiftung für Das Vermächtnis